# 莫爾高希區

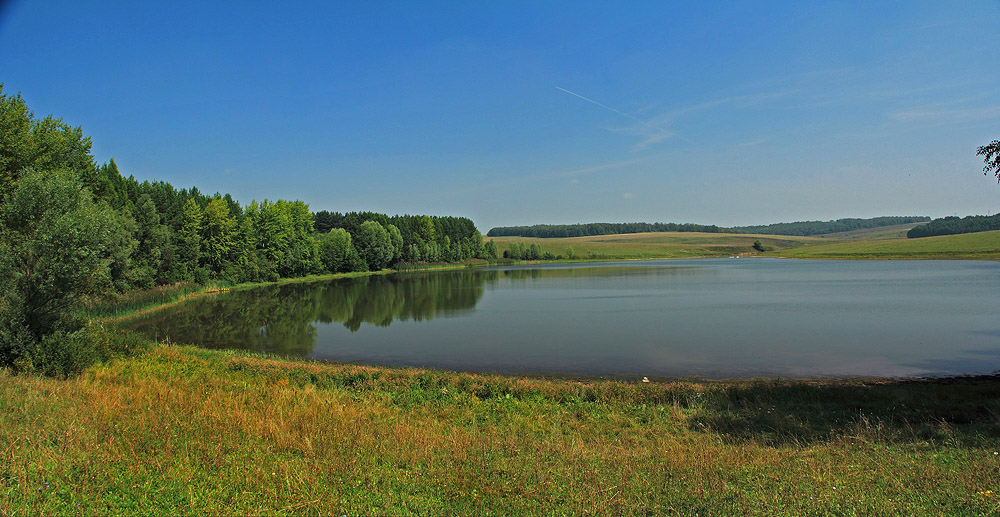

56°01′34″N 46°27′11″E / 56.026°N 46.453°E
莫爾高希區（俄语：Моргаушский район），是俄羅斯的一個區，位於該國西部，由楚瓦什共和國負責管轄，始建於1944年2月10日，面積845平方公里，2010年人口34,884，人口密度每平方公里41.27人。